# Strong Medicine
Strong Medicine is een Amerikaanse televisieserie die zich afspeelde in het Rittenhouse Hospital in Philadelphia.
Strong Medicine ging vooral over vrouwen en over klasse-conflicten. Sommige van de plots in de serie strekten zich uit over meerdere seizoenen. In de tijd dat de serie liep zijn er een paar personages vertrokken en bij gekomen.
Naast de persoonlijke levens van het personeel stonden in elke aflevering (soms in meerdere afleveringen) verschillende patiënten centraal. Controversiële onderwerpen zoals euthanasie, homoseksualiteit en verkrachting werden hierbij niet geschuwd.
De serie werd voor het eerst uitgezonden in de VS op 23 maart 2000, en de laatste aflevering werd uitgezonden op 5 februari 2006. In totaal had de serie 132 afleveringen.

## Rolverdeling
- Rosa Blasi - Dr. Luisa 'Lu' Delgado
- Jenifer Lewis - Receptioniste Lana Hawkins
- Joshua Cox - Peter Riggs, R.N.
- Philip Casnoff - Dr. Robert Jackson
- Janine Turner - Dr. Dana Stowe (2000-2002)
- Patricia Richardson - Dr. Andy Campbell (2002-2004)
- Rick Schroder - Dr. Dylan West (2005)
- Brennan Elliott - Dr. Nick Biancavilla (2000-2004)
- Tamera Mowry - Dr. Kayla Thornton (2004-2005)
- Forbes Riley - Wendy
- Allisyn Ashley Arm - Wendy Withers